# Унаї Аранзаді
Унаї Аранзаді (баск. Unai Aranzadi) — іспанський режисер і журналіст. Вивчав кінодокументалістику в Університеті Нью-Йорка, кінематограф — у Національній кіношколі Куби, а фотожурналістику — в Незалежному університеті Барселони. Спеціалізується на висвітленні збройних конфліктів і порушень прав людини, знімав документальні фільми й телефільми про конфлікти в усьому світі. Його роботи на ці теми були показані на таких поважних телеканалах, як BBC, Al Jazeera, Canal+.

## Фільмографія
- Ми, жінки Центральної Америки (2011)
- Примирення? (2013)
- Невидима Колумбія (2013)